# Entedon bruchivorus
Entedon bruchivorus är en stekelart som beskrevs av Jean-Yves Rasplus 1990. Entedon bruchivorus ingår i släktet Entedon och familjen finglanssteklar.
Artens utbredningsområde är Elfenbenskusten. Inga underarter finns listade i Catalogue of Life.